# Dapci
Dapci est un village appartenant à la municipalité de Čazma et située dans le comitat de Bjelovar-Bilogora en Croatie. Il est relié à l'autoroute D43. 